# Comuna Ianca, Olt
Ianca este o comună în județul Olt, Oltenia, România, formată din satele Ianca (reședința) și Potelu. Este situată în sud-vestul județului, la o distanță de 125 km de Slatina și 26 km de Corabia, acesta fiind orașul cel mai apropiat. Comuna Ianca se învecinează la est cu Comuna Grojdibodu, la nord cu Comuna Ștefan cel Mare, la vest cu orașul Dăbuleni din județul Dolj, iar la sudul comunei se află fluviul Dunărea.

## Stemă
Descrierea stemei

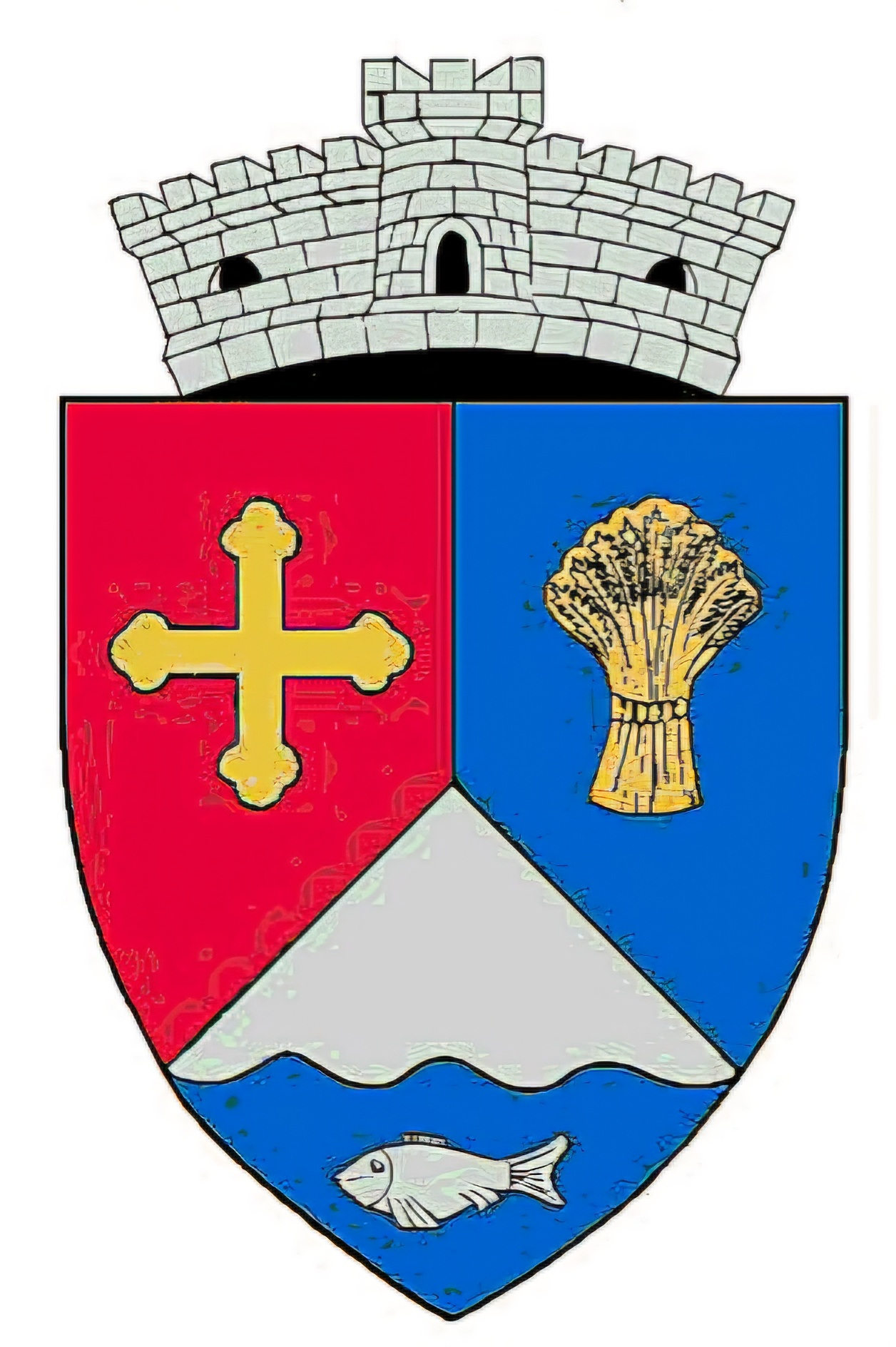
Stema Comunei Ianca

Stema comunei Ianca, potrivit anexei nr. 1.5, se compune dintr-un scut triunghiular cu marginile rotunjite, împărțit în furcă răsturnată.
În partea superioară, în dreapta, în câmp roșu, se află o cruce treflată de aur.
În partea superioară, în stânga, în câmp albastru, se află un snop de spice de grâu de aur.
În vârful scutului undat albastru, pe fond argintiu, se află un pește de argint.
Scutul este trimbrat de o coroană murală de argint cu un turn crenelat.
Semnificațiile elementelor însumate
Snopul de grâu face referire la ocupația de bază a locuitorilor, agricultura.
Crucea treflată reprezintă cele 3 biserici din comună, declarate monumente istorice ("Adormirea Maicii Domnului" și "Sf. Ioan Botezătorul", construite în anul 1842; "Sf. Nicolae", construită în anul 1849).
Vârful undat reprezintă fluviul Dunărea pe malul căruia se află localitatea, iar peștele simbolizează bogăția piscicolă a zonei.
Coroana murală cu un turn crenelat semnifică faptul că localitatea are rangul de comună.

## Personalități locale
- Vasile Boghiță (1932 - 1999), actor;
- Sebastian Domozină (1938 - 1997), jurnalist, comentator sportiv.

## Demografie
Componența etnică a comunei Ianca
     Români (90,66%)
     Romi (2,07%)
     Alte etnii (0%)
     Necunoscută (7,27%)
Componența confesională a comunei Ianca
     Ortodocși (90,93%)
     Alte religii (1,58%)
     Necunoscută (7,49%)
Conform recensământului efectuat în 2021, populația comunei Ianca se ridică la 3.232 de locuitori, în scădere față de recensământul anterior din 2011, când fuseseră înregistrați 3.560 de locuitori. Majoritatea locuitorilor sunt români (90,66%), cu o minoritate de romi (2,07%), iar pentru 7,27% nu se cunoaște apartenența etnică. Din punct de vedere confesional, majoritatea locuitorilor sunt ortodocși (90,93%), iar pentru 7,49% nu se cunoaște apartenența confesională.

## Politică și administrație
Comuna Ianca este administrată de un primar și un consiliu local compus din 13 consilieri. Primarul, Mirel Pascu[*], de la Partidul Social Democrat, este în funcție din 1996. Începând cu alegerile locale din 2024, consiliul local are următoarea componență pe partide politice:
|  | Partid                    | Consilieri | Componența Consiliului | Componența Consiliului | Componența Consiliului | Componența Consiliului | Componența Consiliului | Componența Consiliului | Componența Consiliului |
|  | ------------------------- | ---------- | ---------------------- | ---------------------- | ---------------------- | ---------------------- | ---------------------- | ---------------------- | ---------------------- |
|  | Partidul Social Democrat  | 7          |                        |                        |                        |                        |                        |                        |                        |
|  | Partidul Național Liberal | 6          |                        |                        |                        |                        |                        |                        |                        |